# Urwolke

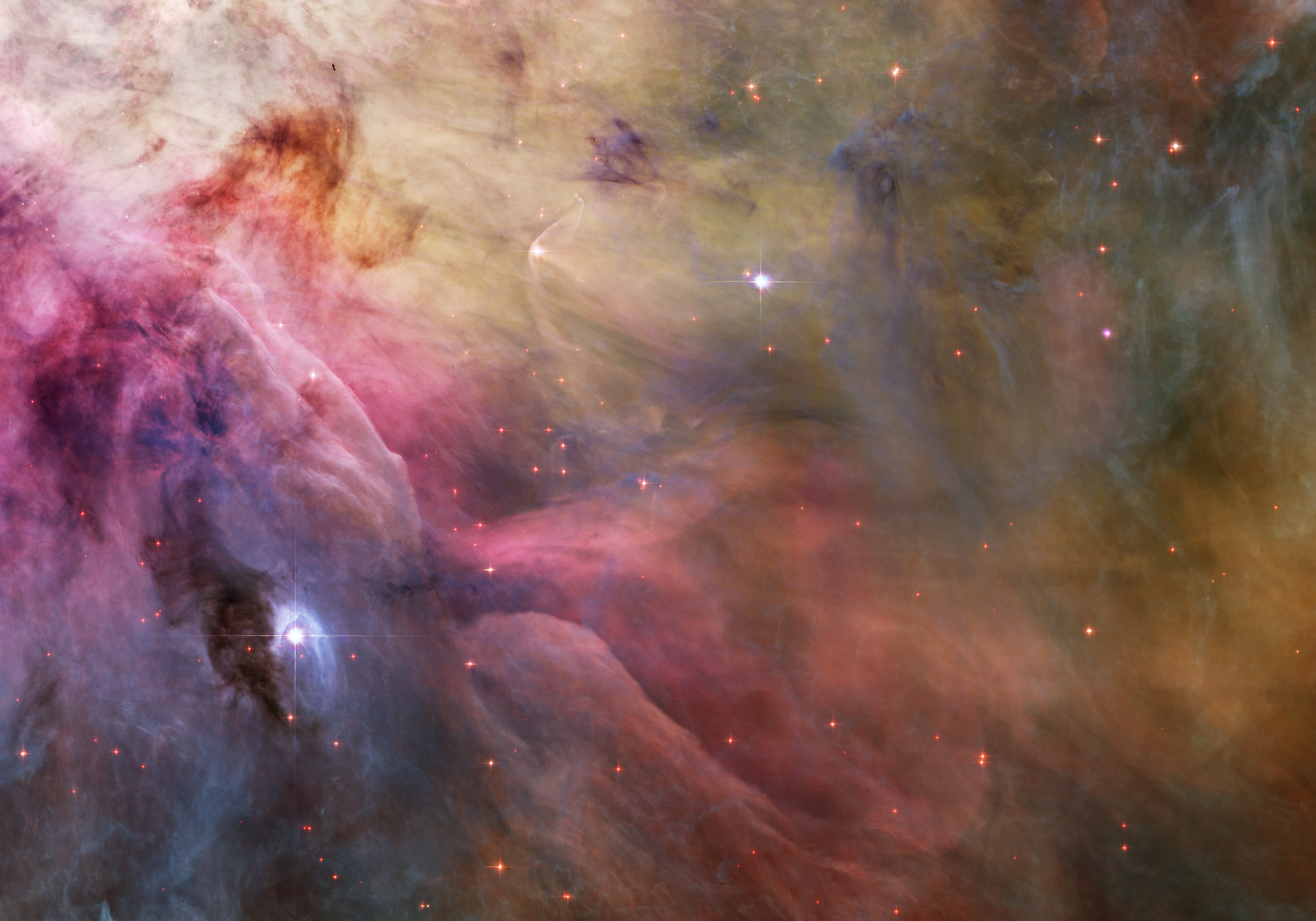
Ein dichtes Sternentstehungsgebiet (hier der Orionnebel)

Die Urwolke war eine ausgedehnte Molekülwolke, die vor etwa 4,6 Milliarden Jahren in der Milchstraße existierte. Durch gravitative Zusammenziehung entstanden aus dieser Wolke tausende von Sternensystemen, darunter unser Sonnensystem.
In historischen Hypothesen wurden nebelartige Gebilde als Ursprung von Sternen und unseres Planetensystems auch als Urnebel bezeichnet.

## Größe und Zusammensetzung
Die heute angenommene Urwolke hatte eine Größe von etwa 20 Parsec. Sie bestand zu 98 bis 99 % aus den Gasen Wasserstoff und Helium sowie aus mikrometergroßen Staubteilchen. Diese setzten sich zusammen aus schwereren Elementen und Verbindungen wie Wasser, Kohlenmonoxid, Kohlendioxid, anderen Kohlenstoffverbindungen, Ammoniak und Siliziumverbindungen. Der Wasserstoff und der überwiegende Teil des Heliums waren bereits beim Urknall entstanden, die schwereren Elemente und Verbindungen waren von Nova- und Supernova-Explosionen früherer Sterne als Sternenstaub freigesetzt worden.

## Kontraktion
Die Urwolke zog sich infolge der eigenen Schwerkraft in einzelne Fragmente zusammen, die sich verdichteten. Diese Fragmente hatten zunächst eine Größe von etwa 1 Parsec (etwas über drei Lichtjahren) und kollabierten dann zu dichten Kernen von etwa 0,01 bis 0,1 Parsec (2.000 bis 20.000 AE) Größe. Den Anstoß für diese Fragmentierung könnte die Explosion einer relativ nahen Supernova gegeben haben, deren Druckwellen durch die Wolke wanderten. Da nur schwere, kurzlebige Sterne zu Supernovae werden, geht man davon aus, dass die Region dem Orionnebel geähnelt haben könnte. Untersuchungen des Kuipergürtels legen nahe, dass unsere Sonne in einem Sternhaufen von etwa 1.000 bis 10.000 Sternen entstand, mit einer Gesamtmasse von etwa 3.000 Sonnenmassen. Dieser Sternhaufen löste sich nach einigen hundert Millionen Jahren in freie Einzel- oder Doppelsterne auf.

### Der Sonnennebel

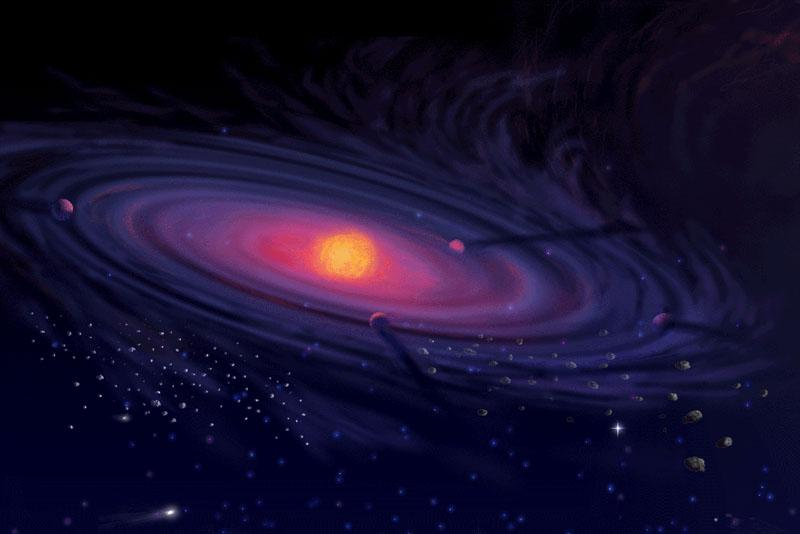
Zeichnung einer protoplanetaren Scheibe (NASA)

Dasjenige Fragment der Urwolke, aus dem unser Sonnensystem entstand, zog sich zunächst zu einer rotierenden Akkretionsscheibe zusammen – dem Sonnennebel. Da bei der Kontraktion der Drehimpuls erhalten bleiben muss, hat sich eine schon minimal existierende Rotation des kollabierenden Nebels erhöht, ähnlich wie eine Eiskunstläuferin durch Anlegen der Arme als Pirouetteneffekt eine schnellere Rotation erreicht. Die dabei entstehenden, nach außen wirkenden Fliehkräfte führten zur Form der Akkretionsscheibe.
Fast die gesamte Materie des Sonnennebels stürzte dabei in das Zentrum und bildete einen Protostern, der weiter kollabierte. Im Innern dieses Gaskörpers stiegen Druck und Temperatur so weit an, bis ein Kernfusionsprozess gezündet wurde, bei dem Wasserstoffkerne zu Heliumkernen verschmelzen. Die dabei freigesetzte Energie erzeugte einen Strahlungsdruck, der der Gravitation entgegenwirkte und die weitere Kontraktion aufhielt. Ein stabiler Stern – die Sonne – war entstanden.
Um den Stern rotierte eine protoplanetare Scheibe, aus der sich schließlich die Planeten und weiteren Himmelskörper des Sonnensystems bildeten.

## Wissenschaftsgeschichte
Die Idee, dass die Himmelskörper des Sonnensystems durch natürliche Anziehungs- und Abstoßungskräfte aus im Universum verstreuter Materie entstanden sind, äußerte als erster der deutsche Philosoph Immanuel Kant im Jahr 1755 in seinem Werk Allgemeine Naturgeschichte und Theorie des Himmels. Er nahm einen Urnebel an, aus dem sich Planeten- und Sternsysteme periodisch verdichten und wieder zerstreuen. Kants Werk erhielt jedoch 100 Jahre lang kaum Beachtung.
Unabhängig von Kant veröffentlichte 1796 der französische Physiker und Astronom Pierre-Simon Laplace in seinem Werk Exposition du systeme du monde (Darstellung des Weltsystems) seine Nebularhypothese. Laplace ging dabei von einer bereits vorhandenen erhitzten Sonne aus, von der sich schließlich Gasnebel abgelöst und wiederum zu Planeten verdichtet hätten.
Beide Theorien werden zusammen als Kant-Laplace-Theorie benannt. Ihnen wird eine hohe philosophie- und wissenschaftshistorische Bedeutung zugesprochen, da in ihnen die Entstehung des Planetensystems ohne Zuhilfenahme einer übernatürlichen Ordnungskraft, etwa eines Gottes, zu erklären versucht wurde.
Der Begriff Urwolke wurde ursprünglich nur für den Sonnennebel verwendet. Neuere astronomische Erkenntnisse führten zum Bild der wesentlich größeren Urwolke, aus der nicht nur unser Sonnensystem, sondern tausende von Sternensystemen stammen.